# 1895 en chimie
Cet article présente les faits marquants de l'année 1895 en chimie.

## Évènements
- 6 mars : le physicien français Pierre Curie soutient sa thèse de doctorat sur les Propriétés magnétiques des corps à diverses températures. Il démontre que le diamagnétisme est indépendant de la température et qu’au-dessus d’une certaine température (point de Curie) le ferromagnétisme se transforme en paramagnétisme (loi de Curie)[1].
- 26 mars : le chimiste britannique William Ramsay annonce qu'il a isolé pour la première fois l'hélium à partir de la cleveite (en), une variété de pechblende par des communications conjointes à la Royal Society et à l'Académie française des sciences[2],[3].
- 5 juin : l'ingénieur allemand Carl von Linde obtient un brevet en Allemagne pour un procédé de liquéfaction de l'air basé sur la détente de Joule-Thomson[4]. Quelques jours plus tôt, le 23 mai, le britannique William Hampson a déposé indépendamment un brevet préliminaire au Royaume-Uni sur un procédé similaire, mais incomplet[5].
- 11 décembre : Svante Arrhenius  présente un mémoire intitulé « On the Influence of Carbonic Acid in the Air upon the Temperature of the Ground » (sur l'influence du dioxyde de carbone atmosphérique sur la température terrestre), à l'Académie royale des sciences de Suède publié dans le Philosophical Magazine en avril 1896[6] ; il établit le lien entre les émissions de gaz à effet de serre et l'accroissement des températures terrestres[7].
- Les chimistes allemands Emil Fischer et Arthur Speier décrivent une méthode d'estérification des acides carboxyliques[8].
- Le chimiste belge Louis Henry décrit la réaction de Henry[9].

## Prix
- Médaille Davy : William Ramsay pour le partage de sa découverte de l'argon, et pour ses découvertes concernant les constituants gazeux des minéraux terrestres[10],[11].
- Faraday Lectureship : Lord Rayleigh[12]

## Naissances
- 15 janvier : Artturi Ilmari Virtanen (mort en 1973), chimiste finlandais.

- 15 avril : Nikolaï Semionov (mort en 1986), chimiste russe.
- 21 février : Henrik Dam (mort en 1976), biochimiste danois et lauréat de la moitié du prix Nobel de physiologie ou médecine de 1943.
- 12 mai : William Francis Giauque (mort en 1982), ingénieur et chimiste américain.
- 24 août : Morris Selig Kharasch (mort en 1957), chimiste américain.
- 24 octobre : Alexandre Naoumovitch Froumkine (en) (mort en 1976), électrochimiste soviétique.
- 2 novembre : Olof Vilhelm Arrhenius (mort en  1977), chimiste suédois.

## Décès
- 11 avril : Julius Lothar Meyer (né en 1830), chimiste allemand.
- 8 juillet : Johann Josef Loschmidt (né en 1821), physicien et chimiste autrichien.
- 10 août : Felix Hoppe-Seyler (né en 1825), chimiste et physiologiste allemand.
- 24 septembre : Hermann Hellriegel (né en 1831), chimiste allemand.
- 28 septembre : Louis Pasteur (né en 1822), scientifique français, chimiste et physicien de formation, pionnier de la microbiologie.